# Centraal Register Opleidingen Hoger Onderwijs
Het Centraal Register Opleidingen Hoger Onderwijs (CROHO) bevat de lijst van alle in Nederland georganiseerde opleidingen voor hoger onderwijs, die door het ministerie van Onderwijs, Cultuur en Wetenschap worden erkend. 
In 2021 werd de Registratie Instellingen en Opleidingen (RIO) in het hoger onderwijs ingevoerd. RIO vervangt op termijn BRIN en CROHO. In RIO vullen onderwijsinstellingen basisgegevens zelf aan met informatie over de onderwijsinstelling en het onderwijsaanbod.

## Werkwijze
Het permanent bijhouden van opleidingsgegevens is door het ministerie ondergebracht bij de Dienst Uitvoering Onderwijs (DUO). De DUO zit aan de bron van de informatie, houdt contact met universiteiten, hogescholen en opleidingsinstellingen en met de Nederlands-Vlaamse Accreditatieorganisatie (de NVAO).
De uiteindelijke beslissing over het opnemen van een opleiding in het register ligt bij het ministerie zelf, als de geaccrediteerde opleiding ook voldoet aan de "doelmatigheidseisen" van het Ministerie van OCW.
Het register is sinds 19 juni 2007 ook online te raadplegen.
Elke opleiding krijgt een unieke code ("opleidingscode" of isat-code) in de vorm van een getal. Deze opleidingscode wordt gebruikt in communicatie door opleidingsinstellingen in het formaat "isat 99999".